# Storsaivis (sjö)
Storsaivis (samiska: Stuor Sájvva, lulesamiska: Stuor Saivets[källa behövs]), är en sjö vid lappmarksgränsen i sydligaste delen av Gällivare kommun i Lappland som ingår i Kalixälvens huvudavrinningsområde. Sjön har en area på 2,83 kvadratkilometer och ligger 280 meter över havet. Sjön avvattnas av vattendraget Bönälven.
Avståndet från nordligaste änden till sydligaste änden är cirka 4,5 kilometer.
Sjön delas i en större nordlig och en mindre sydlig del av en udde, på vilken byn Storsaivis ligger. Mitt i sjön ligger Storholmen.
Sjön södra ände ligger endast cirka en kilometer från gränsen mot Norrbotten (lappmarksgränsen). Sydväst om sjön ligger Storsaiviskölen och på östra sidan av södra änden ligger Stackamyran, flankerad i öster av berget Kuossakåbbå (453 m ö.h.).
Storsaivis avvattnas genom en liten bäck strax öster om Järpudden. Bäcken rinner till grannsjön i norr, Lillsaivis. Sjöns nordvästra strand tangeras av länsväg BD 813.

## Delavrinningsområde
Storsaivis ingår i delavrinningsområde (738707-177060) som SMHI kallar för Utloppet av Storsaivis. Medelhöjden är 307 meter över havet och ytan är 13,43 kvadratkilometer. Det finns inga avrinningsområden uppströms utan avrinningsområdet är högsta punkten. Bönälven som avvattnar avrinningsområdet har biflödesordning 4, vilket innebär att vattnet flödar genom totalt 4 vattendrag innan det når havet efter 183 kilometer. Avrinningsområdet består mestadels av skog (65 procent) och sankmarker (11 procent). Avrinningsområdet har 2,82 kvadratkilometer vattenytor vilket ger det en sjöprocent på 21 procent.